# Ptolemaios XII.

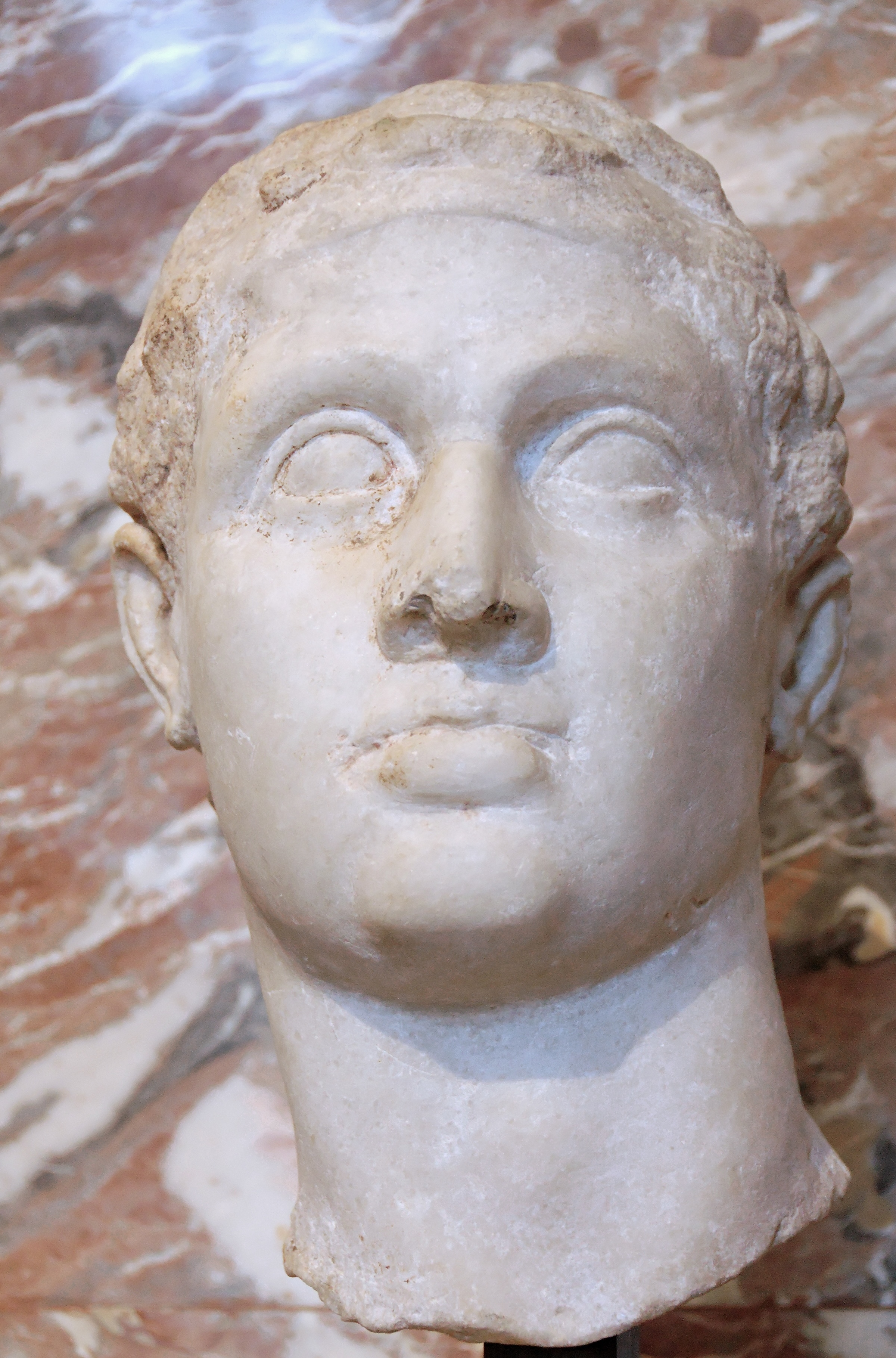
Kopf einer Statue Ptolemaios’ XII., Paris, Louvre, Ma 3449

Ptolemaios XII., genannt Theos Philopator Philadelphos Neos Dionysos (altgriechisch Πτολεμαῖος Θεός Φιλοπάτωρ Φιλάδελφος Νέος Διόνυσος Ptolemaíos Theós Philopátōr Philádelphos Neós Diónysos; * zwischen 115 und 107 v. Chr.; † Februar/März (?) 51 v. Chr.), Spottname Auletes (Αὐλητής Aulētḗs, deutsch ‚Flötenspieler‘), war ein König von Ägypten. Er war ein Sohn des Ptolemaios IX. Soter II., bestieg 80 v. Chr. den Thron (Krönung in Alexandria jedoch erst 76 v. Chr.), wurde 58 v. Chr. vertrieben und ging nach Rom. 55 v. Chr. konnte er seine Wiedereinsetzung mit römischer Hilfe erreichen und war daraufhin erneut bis zu seinem Tod (51 v. Chr.) ägyptischer König. Den Beinamen Neos Dionysos wählte er aufgrund des vorherrschenden Kultes des Gottes Dionysos, der dem ägyptischen Osiris entspricht. Er ist der Vater Kleopatras VII.

## Herkunft
Es ist nicht überliefert, wer die Mutter von Ptolemaios XII. war. In der Forschung werden meist zwei verschiedene Ansichten vertreten. Nach der einen Theorie war er der Sohn von Kleopatra V. Selene, der zweiten Gattin von Ptolemaios IX., nach anderer Auffassung dagegen das unebenbürtige Kind einer unbekannten Frau (vielleicht einer vornehmen Ägypterin) von Ptolemaios IX. Die letztere Meinung vertritt die Mehrzahl der Historiker, unter anderem Werner Huß.
Zur Begründung seiner These führt Huß mehrere Gründe an: Pausanias gibt an, dass Kleopatra Berenike III. das einzige legitime Kind des Ptolemaios IX. gewesen sei, und dementsprechend bezeichnen der antike Historiker Pompeius Trogus und Cicero den Ptolemaios XII. als Nothos („Bastard“). Außerdem suchte Kleopatra Selene im Jahr 75 v. Chr. zu erreichen, dass ihre beiden Söhne von Antiochos X. in Ägypten zur Herrschaft gelangten. Wäre sie aber auch die Mutter von Ptolemaios XII. gewesen, hätte sie ihm wohl kaum die Herrschaft streitig gemacht. Schließlich könnte Ptolemaios’ XII. Beiname Philopator (= Vaterliebender) ein Hinweis darauf sein, dass er seine Legitimität nur väterlicherseits ableiten konnte und diese im Gegenzug durch die Wahl seines Beinamens besonders betonte. Dass er in Rom seine Anerkennung als ägyptischer Herrscher nur schwer durchsetzen konnte, wäre auch mit einer illegitimen Herkunft leichter erklärbar.
Dagegen spricht die Angabe des Marcus Iunianus Iustinus, dass Ptolemaios IX. zwei Söhne von Kleopatra Selene hatte, dafür, dass sie die Mutter des Ptolemaios XII. (und seines Bruders, des Ptolemaios von Zypern), war, da ansonsten unbekannt wäre, was mit diesen zwei Söhnen weiter geschah. Dies erscheint aber immerhin angesichts der schlechten Quellenlage möglich. Der Historiker Hans Volkmann glaubt aber wegen Iustinus’ Bemerkung und aus weiteren Gründen, dass Ptolemaios XII. ein legitimer Sohn des Ptolemaios IX. von Kleopatra Selene war. Christopher Bennett vertritt schließlich die Ansicht, dass die erste Gattin des Ptolemaios IX., Kleopatra IV., die Mutter des Ptolemaios XII. gewesen sei.

## Frühes Leben und Thronbesteigung

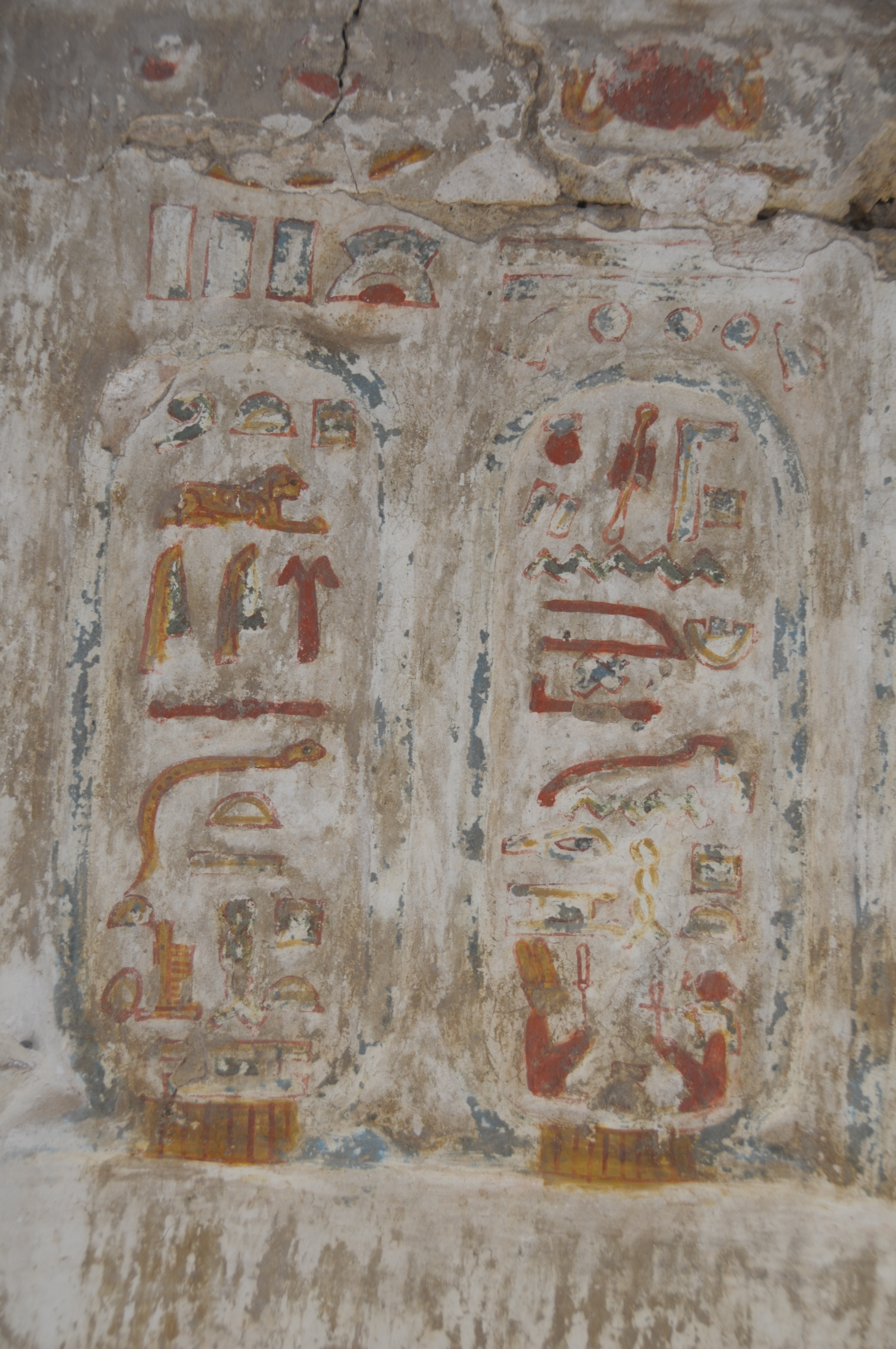
Königstitulatur des Ptolemaios XII. in Hieroglyphen aus Athribis (Menu)

Wahrscheinlich gehörten Ptolemaios XII. und sein Bruder Ptolemaios von Zypern zu den Enkeln, die Kleopatra III. 103 v. Chr. vor dem Krieg gegen ihren von ihr vertriebenen Sohn Ptolemaios IX. im Asklepiostempel auf der Insel Kos in Sicherheit brachte. 88 v. Chr. geriet Ptolemaios XII. dann wohl mit den weiteren Enkeln Kleopatras III. in die Gefangenschaft des Königs Mithridates VI. von Pontos, der angeblich seine Töchter Mithridatis und Nysa mit Ptolemaios XII. und dessen Bruder verlobte (vor 84 v. Chr.).
80 v. Chr. wurde Ptolemaios XI. Alexander II. von einer aufgebrachten Menge umgebracht, nachdem er seine populäre Mitregentin Kleopatra Berenike III. getötet hatte. Danach machten die Alexandriner von ihrem alten Recht Gebrauch, sich ihren neuen Herrscher selbst zu wählen. Sie mussten allerdings schnell die Initiative ergreifen, da sich möglicherweise die damals unter der Diktatur Sullas stehende Weltmacht Rom wieder einmischen würde und auch die in Kilikien residierende Kleopatra Selene als wohl einzig noch lebender legitimer Ptolemäerspross für ihre Söhne vom Seleukiden Antiochos X. Anspruch auf den ägyptischen Thron erheben könnte (nachweislich tat sie dies fünf Jahre später). Da keine anderen männlichen Nachkommen eines Ptolemäerkönigs mehr lebten, ließen die Alexandriner dem damals in Syrien weilenden Ptolemaios XII. durch Boten mitteilen, dass sie ihn zum neuen König wünschten. Der Umworbene nahm die Wahl gerne an. Gleichzeitig wurde sein Bruder Ptolemaios zum (von Ägypten unabhängigen) König von Zypern gekürt; durch diese Herrschaftsteilung sollten wohl dynastische Machtkämpfe verhindert werden. Unter Sullas Führung unterließ Rom vorläufig eine Einmischung in die ägyptische Königswahl. Dennoch bestand für Ptolemaios XII. seit Beginn seiner Herrschaft ständig die Gefahr, dass Rom sein Reich annektieren würde unter Berufung darauf, dass Ptolemaios X. Alexander I. Ägypten testamentarisch der Weltmacht vermacht habe.
Die Thronbesteigung von Ptolemaios XII. fand kurz vor dem 11. September 80 v. Chr. statt. In der offiziellen Zeitrechnung überging der neue König die kurze Regierungsepisode seines Vorgängers Ptolemaios XI. und seiner Mitregentin Kleopatra Berenike III. und schloss stattdessen sein 1. Regierungsjahr direkt an das letzte (37.) Regierungsjahr seines Vaters Ptolemaios IX. an.
Den Kulttitel Theos Philopator (= Vaterliebender Gott) legte sich Ptolemaios XII. sofort nach seiner Thronbesteigung zu. Es liegt aufgrund papyrologischer Daten nahe, dass er erst etwas später, Anfang 79 v. Chr., auch den Beinamen Philadelphos („Schwesterliebender“) annahm, nämlich als er seine Voll- oder Halbschwester Kleopatra VI. heiratete, und dass er mit dem Titel die Eintracht des Königshauses propagandistisch herausstellen wollte. Den Titel Neos Dionysos wählte Ptolemaios XII. wahrscheinlich, weil Dionysos schon lange als Schutzgott seiner Dynastie galt; außerdem betrachtete er sich wohl als dessen Inkarnation und fühlte sich ihm persönlich verbunden. Die Alexandriner nannten ihren König spöttisch Auletes („Flötenspieler“), weil er in seinem Palast musische Wettkämpfe veranstaltete, bei denen er gern selbst den Aulos spielte. Strabo, der dies überliefert, beurteilt diese Angewohnheit äußerst negativ und rechnet ihn zu den Herrschern, die am meisten am Niedergang des Ptolemäerreichs die Schuld trügen. Im Dionysoskult spielten jedoch musische Agone eine wichtige Rolle, und der Aulos gehörte dabei zu den Standardinstrumenten. Mit seinem Aulosspiel kam der König also wohl nicht nur seiner Leidenschaft nach, sondern erfüllte vor allem politische Repräsentationspflichten. Möglicherweise nahm sich Ptolemaios XII. für die Wahl seiner Beinamen Philopator und Neos Dionysos auch seinen Vorfahren Ptolemaios IV. zum Vorbild.

## Innenpolitische Konsolidierung der Herrschaft
Nach der Abdankung Sullas (79 v. Chr.) waren die rivalisierenden Senatoren zunächst zu sehr mit sich selbst beschäftigt, um sich näher mit den ägyptischen Angelegenheiten befassen zu können. Doch ob sie nach der Festigung der Machtverhältnisse die Herrschaft von Ptolemaios XII. akzeptieren würden, ließ sich nicht absehen.
Vielleicht aufgrund innenpolitischer Widerstände fand die Krönung von Ptolemaios XII. nach ägyptischem Ritus erst 76 v. Chr. statt. Nicht der alte, einst von (zum rivalisierenden Ptolemäerzweig gehörigen) Ptolemaios X. eingesetzte Hohepriester des Ptah zu Memphis, Petobastis III. (* 121; † 76 v. Chr.), sondern erst dessen Sohn Psenptais III. (oder Psenptah III., * 90; † 41 v. Chr.) vollzog als 14-Jähriger diese Zeremonie in Memphis, wie aus der Grabschrift auf der Harris-Stele des Hohepriesters hervorgeht. Aus dieser ist weiters zu entnehmen, dass Psenptais III. den König nach dessen Krönung in Alexandria besuchte und zum „Propheten des Pharao“ ernannt wurde, sowie dass Ptolemaios XII. enge Kontakte mit ihm pflegte und daher mehrmals zu ihm nach Memphis in offizieller Mission kam. Bei einem dieser Besuche kam der König mit „seinen Frauen“, Kindern und Höflingen und residierte im Königspalast des Serapeumbezirkes zu Memphis.
Diese offizielle Inthronisierung war für Ptolemaios XII. sehr wichtig, da bereits 75 v. Chr. Kleopatra Selene für ihre beiden Söhne Anspruch auf Ägypten erhob. Sie schickte Antiochos XIII. und seinen Bruder nach Rom, die aber keine Unterstützung von der Weltmacht erhielten und unverrichteter Dinge wieder abreisen mussten. Dafür zog der Senat im selben Jahr die lange Zeit zum Ptolemäerreich gehörige Kyrenaika als römische Provinz ein.
Ptolemaios XII. suchte seine Herrschaft innenpolitisch durch Anknüpfung guter Beziehungen zu der mächtigen einheimischen Priesterschaft weiter zu konsolidieren. So sorgte er etwa dafür, dass deren bedeutendster Repräsentant, Psenptais III., über genügend Einkünfte von Tempeln aus ganz Ägypten verfügte. Außerdem verlieh er wichtigen Heiligtümern das begehrte Asylrecht, so dem Isistempel zu Ptolemais Hermeiou (14. März 75 v. Chr.), dem Isistempel in Theadelphia im Fayyum-Becken (29. Juli 70 v. Chr.), dem Tempel der Krokodilgötter in Euhemeria im Faijum (5. Mai 69 v. Chr.) und dem Ammontempel in Euhemeria (69/68 v. Chr.). Das Bemühen des Königs, die Sympathien der Priesterschaft zu gewinnen, zeigt sich ebenso in seiner Sorge für die Sicherheit der Tempelschätze und in der Entfaltung einer ausgedehnten Bautätigkeit zur Errichtung von Heiligtümern. Er ließ eine große Zahl von Tempeln erbauen oder vollenden, und bei der Errichtung des Isistempels zu Philae dürfte er selbst in einer Zeremonie den Grundstein gelegt haben. Außerdem veranlasste er beispielsweise am 9. Tag des zweiten Monats Schemu (jul. Datum 15. Juni; greg. Datum 12. Juni) im Jahr 70 v. Chr. die Einweihungsfeier des Komplettbaus des Edfu-Tempels.

## Familienverhältnisse
Zwischen August 69 v. Chr. und Februar 68 v. Chr. verschwindet der Name Kleopatras VI., der Gattin von Ptolemaios XII., aus den ägyptischen Urkunden. Der Historiker Werner Huß nimmt an, dass sie in Ungnade fiel, Ptolemaios XII. sich von ihr trennte und eine neue (von den Griechen aber als illegitim betrachtete) Ehe mit einer vornehmen Ägypterin einging. Diese zweite Gattin könnte ein Mitglied der Hohepriesterfamilie zu Memphis gewesen sein, zu welcher der König so enge Beziehungen unterhielt. Da Ptolemaios XII. laut Strabo nur eine legitime Tochter (nämlich seine älteste, Berenike IV.), hatte, nimmt Huß an, dass die weiteren Kinder des Königs aus seiner zweiten Ehe mit der Ägypterin stammten, also seine beiden jüngeren Töchter Kleopatra VII. (* 69 v. Chr.) und Arsinoë IV. (* zwischen 68 und 65 v. Chr.) sowie seine beiden Söhne Ptolemaios XIII. (* 61 v. Chr.) und Ptolemaios XIV. (* 59 v. Chr.).

## Kampf um Anerkennung in Rom
65 v. Chr. suchte sich Gaius Iulius Caesar, damals kurulischer Ädil, vermutlich mit Unterstützung des Censors Marcus Licinius Crassus über ein Plebiszit ein außerordentliches Imperium zur Einziehung des Nillandes als römische Provinz zu verschaffen, um von dieser an Ressourcen reichen Machtbasis aus ins Kräftemessen mit Gnaeus Pompeius Magnus eintreten zu können. Der Plan scheiterte jedoch am Widerstand der Optimaten, denn Crassus’ Amtskollege Quintus Lutatius Catulus erhob Einspruch. Schließlich bestand die Gefahr, dass ein ehrgeiziger römischer Statthalter Ägyptens zu viel Macht gewann.
Da militärischer Widerstand aussichtslos war, suchte der ägyptische Pharao nun seine Herrschaft durch Überweisung großer Bestechungsgelder an führende römische Politiker zu sichern. Doch bereits Ende 64 v. Chr. suchte der Volkstribun Publius Servilius Rullus wohl im Auftrag von Caesar und Crassus ein Agrargesetz durchzubringen, das Caesar als Mitglied einer neu zu schaffenden Zehnmännerkommission weitreichende Vollmachten verliehen hätte. Diese wären laut den Ausführungen Ciceros vielleicht auch zur Annexion des Nillandes verwendet worden. Mit vier gegen den Gesetzesantrag gerichteten Reden konnte der eben sein Konsulat antretende Cicero jedoch den Plan vereiteln.
Der in Senatskreisen ohnehin sehr gering angesehene Ptolemaios XII. wollte nun die Gunst des damals im östlichen Mittelmeerraum militärisch sehr erfolgreichen Feldherrn Pompeius gewinnen – schon wegen dessen gefährlicher geographischer Nähe. Schließlich hatte der römische General 64 v. Chr. das benachbarte Seleukidenreich liquidiert und zur römischen Provinz Syria gemacht. Daher war Ägypten der letzte noch nicht von den Römern besetzte Nachfolgestaat des ehemaligen Reichs Alexanders des Großen. Nun finanzierte der Ptolemäer, als Pompeius 63 v. Chr. in Judäa Krieg führte, 8000 im Heer des Römers kämpfende Reiter. Außerdem sandte der König dem römischen Feldherrn während dessen Aufenthalt in Damaskus (Anfang 63 v. Chr.) einen 4000 Talente teuren Goldkranz. Dieses enorm teure Geschenk verschlang etwa zwei Drittel eines staatlichen Jahreseinkommens von 6000 Talenten. Offenbar erhöhte Ptolemaios XII. zur Bestreitung seiner enormen Bestechungsausgaben für römische Politiker die Steuern so stark, dass es zu Aufständen kam. Für deren Bekämpfung bat der König Pompeius dringend um Hilfe. Doch der Römer weigerte sich, nach Alexandria zu kommen und dem Ptolemäer gegen die Rebellen beizustehen, da er wohl Bedenken vor den Reaktionen der anderen Senatoren auf ein so direktes Eingreifen in Ägypten hatte. So dämpfte Ptolemaios XII. die Erregung wohl dadurch, dass er die Steuern wieder verminderte, das „Tafelsilber“ seines Landes verkaufte, eine Geldentwertung vornahm und sich endlich von römischen Großbankiers, vor allem Gaius Rabirius Postumus, riesige Geldmengen zu wohl beträchtlichen Zinssätzen lieh. Rabirius war aber ein Vertrauter des Pompeius.
Dass die Ägypter für die Römer keine so großen Sympathien hegten, wie sie ihr Herrscher aus politischen Gründen an den Tag legte, ergibt sich aus dem Augenzeugenbericht des sizilianischen Historikers Diodor, der um 60 v. Chr. Alexandria besuchte. Damals bemühten sich die Ägypter, alle Besucher aus Italien zuvorkommend zu behandeln, um keinen Anlass für einen Konflikt mit Rom zu liefern. Als aber ein Römer versehentlich eine (in Ägypten als heiliges Tier betrachtete) Katze tötete, wurde er trotz eines Vermittlungsversuchs der königlichen Beamten von einer aufgebrachten Menge gelyncht.
Bald darauf gelang Ptolemaios XII. mit seiner Bestechungspolitik der Durchbruch für seine Anerkennung durch Rom. Er versprach den nun aufgrund des ersten Triumvirats verbündeten einflussreichsten Politikern Pompeius und Caesar die Zahlung der ungeheuren Summe von 6000 Talenten. Daher setzte Caesar – der seine Aufmerksamkeit ohnehin von Ägypten nach Gallien gewandt hatte – als Konsul (59 v. Chr.) den Abschluss eines Allianzvertrages (foedus) zwischen Ägypten und Rom sowie die Aufnahme des Königs in die Liste der „Freunde und Verbündeten des römischen Volkes“ (amici et socii populi Romani) durch. Mit Caesar und Pompeius hatte Ptolemaios XII. die mächtigsten Römer als Garanten für die Einhaltung des geschlossenen Bündnisvertrages gewonnen, so dass von Seiten Roms keine Gefahr mehr zu drohen schien. Offenbar erhielt aber zumindest Caesar seinen Anteil des Schmiergeldes nicht, da er ihn später (48 v. Chr.) zum Teil von den Kindern (Kleopatra VII. und Ptolemaios XIII.) des damals bereits verstorbenen Ptolemaios XII. einforderte.
Damit wähnte sich Ptolemaios XII. wohl am Ziel seiner mehrjährigen außenpolitischen Bemühungen. Auch innenpolitisch setzte er weitere Konsolidierungsmaßnahmen zur Absicherung seiner Herrschaft. So gewährte er eine große Amnestieregelung und garantierte zumindest den Kleruchen des herakleopolitischen Gaus den erblichen Besitz ihrer Ländereien (60/59 v. Chr.). In wenigstens drei ägyptischen Gauen suchten aber jüdische Siedler offenbar auch unter Inkaufnahme ethnischer Spannungen ihre Interessen so heftig durchzusetzen, dass der Stratege des herakleopolitischen Gaus an den Finanzminister schrieb, dass sie „Räuber“ seien.

## Vertreibung
Als Rom auf Betreiben des Volkstribunen Publius Clodius Pulcher 58 v. Chr. das von Ägypten unabhängige und daher wohl nicht in die Vereinbarung mit Ptolemaios XII. einbezogene Zypern annektierte, beging der König der Insel Selbstmord. Sein Bruder, Ptolemaios XII., hatte die Besetzung Zyperns kommentarlos hingenommen, um seine eigene Herrschaft nicht zu gefährden. Die ohnehin antirömisch gesinnten Alexandriner waren aber über diese Einziehung alten ptolemäischen Besitzes ebenso wie über deren stille Duldung durch ihren König äußerst empört. Auf diesen waren sie auch aufgrund der durch seine teure Bestechungspolitik an führende Vertreter der verhassten Weltmacht verursachten finanziellen Belastungen nicht gut zu sprechen.
Da Ptolemaios XII. ihrer Forderung, Zypern zurückzuverlangen oder mit Rom zu brechen, nicht nachkam, versuchten offenbar einige in der Hauptstadt angesiedelte politische Clubs, ihn zu entmachten, so dass er wohl im Juni oder Anfang Juli 58 v. Chr. fliehen musste. In Rom verbreiteten aber die politischen Gegner des Pompeius das Gerücht, der König habe sein Land freiwillig und nur auf Drängen des Theophanes von Mytilene verlassen. Dieser hätte so ein außerordentliches Imperium für Pompeius zur Wiedereinsetzung Ptolemaios’ XII. erwirken wollen, die mit einer weiteren Plünderung der ägyptischen Reichtümer durch den Triumvirn verbunden gewesen wäre.
Die seit zehn Jahren von der Macht vertriebene Gattin des Königs, Kleopatra VI. Tryphaina, und seine älteste Tochter Berenike IV. wurden zu den neuen Herrscherinnen proklamiert, doch starb Kleopatra VI. wohl schon ein Jahr später.

## Exil
Der vertriebene König begab sich auf die Reise nach Rom, da er nur dort die nötige Hilfe für seine Wiedereinsetzung auf den Pharaonenthron erlangen konnte. Unterwegs machte er auf Rhodos halt, um Marcus Porcius Cato zu treffen. Doch dieser weigerte sich trotz des hohen Ranges des Königs, ihn aufzusuchen, so dass sich der Ptolemäer zu einem Besuch im Hause Catos bequemen musste. Der Römer behandelte den König zwar eher hochmütig und kühl, suchte ihn aber mit einem klugen Rat auf die Gier der römischen Großen aufmerksam zu machen, deren Hilfe er nur mit weiteren riesigen Bestechungssummen erkaufen könne. Stattdessen erklärte sich Cato dazu bereit, Ptolemaios XII. wieder nach Ägypten zurückzubringen und ihm bei einer Versöhnung mit den Alexandrinern zu helfen. Diesem Vorschlag konnte sich der König zunächst nicht verschließen, aber seine ägyptischen Ratgeber überzeugten ihn bald, dennoch nach Rom weiterzureisen. Tatsächlich konnte der Ptolemäerkönig nur in der Hauptstadt wirksame Unterstützung erwarten. Nach einer Inschrift errichtete eine libysche Königstochter um 58 v. Chr. in Athen ihrer verstorbenen Zofe ein Grabdenkmal. Diese Prinzessin wird von manchen Historikern (zuerst Adolf Wilhelm, 1934) mit der damals etwa 11-jährigen Kleopatra VII. identifiziert, da sie ihren Vater auf seiner Reise ins Exil durchaus begleitet haben könnte. Schließlich unterstrich sie zeit ihres Lebens ihr gutes Verhältnis zu ihrem Vater. In diesem Fall hätten Ptolemaios XII. und seine Tochter in Athen einen weiteren Zwischenstopp auf der Reise nach Rom eingelegt.
Nach der Ankunft in Rom wurde der ägyptische König auf dem albanischen Landgut seines patronus Pompeius einquartiert, der ihn bei der Rückkehr nach Ägypten unterstützen sollte, allerdings an Einfluss verloren hatte. Offenbar bestach der König wieder führende Politiker mit großen Summen, um die Hilfe Roms für seine Wiedereinsetzung zu erhalten. Zur Auftreibung der Schmiergelder machte er wohl erneut große Schulden bei römischen Bankiers, so dass auch diese ein großes Interesse an der Erneuerung seiner Herrschaft haben mussten, weil sie nur in diesem Fall ihr verliehenes Geld zurückerhalten konnten.
Unterdessen waren die Alexandriner nicht untätig geblieben und suchten ihrerseits, eine Rückkehr des Königs zu verhindern. Daher schickten sie wohl schon Anfang 57 v. Chr. etwa 100 Gesandte unter der Leitung des Philosophen Dion nach Italien, um vor den Senatoren ihre Vorgangsweise zu begründen und Vorwürfe des Ptolemaios XII. zu entkräften. Dieser ließ, um der Gefahr vorzubeugen, viele Mitglieder der alexandrinischen Delegation schon bei ihrer Landung in Puteoli ermorden, und weitere Gesandte fielen auch in Rom selbst Attentaten zum Opfer. Die Überlebenden waren entsprechend eingeschüchtert und wurden auch durch Bestechung zum Schweigen überredet. Diese brutale (und vermutlich mit Pompeius und den Bankiers im Geheimen abgestimmte) Vorgangsweise des Ptolemäers auf italienischem Boden konnte nicht unbemerkt bleiben. Marcus Favonius, ein politischer Gegner des Pompeius, und einige andere Senatoren waren empört, doch erwiesen sich die Bestechungssummen des Ptolemaios XII. als wirksamer. Der zunächst überlebende Delegationsleiter Dion durfte nicht vor dem Senat sprechen und fiel in Rom einem Giftmord zum Opfer. Zwei Verdächtige wurden 56 v. Chr. des Mordes angeklagt, doch erreichte Cicero ihre Freisprechung.
Etwa im September 57 v. Chr. erreichte der vertriebene König mit seiner Bestechungspolitik schließlich, dass der Konsul Publius Cornelius Lentulus Spinther vom Senat den Auftrag erhielt, die Rückführung des Ptolemäers in die Wege zu leiten. Unklar ist, warum diese Aufgabe nicht Pompeius durchführen sollte. Vielleicht fürchtete er zu große Widerstände gegen seine Nominierung oder wollte seine politischen Gegner in Rom nicht so lange aus den Augen lassen. Da er aber ein gutes Verhältnis zu Lentulus hatte, war er wohl auch mit dieser Lösung zufrieden.
Der ägyptische König verließ nun (wohl etwa im November 57 v. Chr.) Rom, wo er seine Interessen (vor allem die Fortführung der Bestechungspolitik) fortan von seinem Vertrauten Ammonius vertreten ließ. Er selbst begab sich in den Artemistempel von Ephesos. Dort wartete er darauf, von Lentulus wieder in Ägypten eingesetzt zu werden.
Doch Lentulus konnte seinem Auftrag nicht nachkommen. Viele gegnerische Senatoren fürchteten offenbar, dass Pompeius im Fall einer erfolgreichen militärischen Wiedereinsetzung des Ptolemaios XII. zu mächtig werden würde, und scheuten zur Verhinderung dieser Pläne auch nicht vor der Zuhilfenahme von religiösen Bedenken zurück. Als nämlich Anfang Januar 56 v. Chr. (vorjulianisch) ein Blitz in die Statue des Jupiter Latiaris auf dem Mons Albanus einschlug, zogen die Quindecimviri sacris faciundis die heiligen Sibyllinischen Bücher zu Rate und legten sie so aus, dass man den um Unterstützung bittenden König zwar freundschaftlich behandeln, aber nicht militärisch helfen solle. Hinter dieser Aktion, die Lentulus’ Aufgabe verhindern sollte, stand vielleicht der Volkstribun Gaius Porcius Cato. Auf dessen widerrechtlichen Druck mussten die Priester den Orakelspruch vor dem Volk verlesen, damit er nicht vom Senat vertuscht werden konnte.
Am 14. Januar 56 v. Chr. (vorjulianisch) wurden fünf verschiedene Anträge im Senat diskutiert. Nach den ersten drei Vorschlägen sollte die Rückführung des ägyptischen Königs ohne den Einsatz eines Heeres entweder durch Lentulus oder durch drei Legaten, die ein imperium (Kommando) besaßen, oder durch drei Legaten ohne ein solches imperium erfolgen. Der vierte Antrag sah aufgrund der religiösen Bedenken vor, dass die Wiedereinsetzung des Königs unterbleiben solle. Schließlich schlug der fünfte Antrag vor, Pompeius mit der Rückführung des Ptolemäers zu betrauen, allerdings ebenfalls ohne den Einsatz einer Armee.
Als Ptolemaios XII. in Ephesos von den Debatten in Rom erfuhr, bat er in einem von Aulus Plautius in einer Volksversammlung verlesenen Brief, dass Pompeius ihn zurückführen solle. Diesen Wunsch des ägyptischen Königs ließen Parteigänger des Pompeius auf Flugblätter schreiben, die dann am Forum Romanum und an anderen Orten verteilt wurden.
Nach einer ergebnislosen Senatssitzung (17. Januar 56 v. Chr. vorjulianisch) wurde in jener des nächsten Tages zwar die Rückführung von Ptolemaios XII. ohne Verwendung militärischer Mittel beschlossen; es konnte aber kein Konsens gefunden werden, welcher Römer dieses Unternehmen leiten sollte. Zwei Volkstribunen legten ein Veto gegen den (dadurch zur senatus auctoritas herabgestuften) Beschluss ein, dass sie die „ägyptische Frage“ nicht vor dem Volk verhandeln dürften.
Im Auftrag des Crassus machte der ehemalige Volkstribun Publius Clodius Pulcher trotz dieser senatus auctoritas am 6. Februar 56 v. Chr. (vorjulianisch) in einer Volksversammlung dafür Stimmung, dass nicht Pompeius, sondern Crassus nach Ägypten geschickt werden sollte. Aber ein oder zwei Monate später fasste die Mehrzahl der Senatoren den freilich wieder von den Volkstribunen beeinspruchten Beschluss, dass Pompeius nicht einmal ohne Truppen Ptolemaios XII. nach Alexandria zurückführen dürfe und dass der König keine Hilfe für die Wiederherstellung seiner Macht erhalten solle. Fortan wurde im Senat nicht mehr über das Thema Ägypten debattiert.
Cicero war schon lange für die Wiedereinsetzung des Ptolemäerkönigs durch Lentulus eingetreten und betrachtete den ersten in diesem Sinn gefassten Senatsbeschluss nicht für erloschen. Da sich aber Pompeius nicht wie erhofft positiv im Sinne des Lentulus äußerte und dieser daher auch von Ptolemaios XII. nicht direkt um die Rückführaktion gebeten wurde, gab Cicero dem inzwischen in seiner Provinz Kilikien angelangten Lentulus im Mai 56 v. Chr. brieflich einen Rat, wie man den Spruch der Sibyllinischen Bücher umschiffen könne. Lentulus solle ohne den König, aber mit Heeresmacht nach Ägypten ziehen und dort militärisch für Ordnung sorgen, sodass er Ptolemaios XII. anschließend – dem ursprünglichen Senatskonsult entsprechend – wiedereinsetzen und gleichzeitig den religiösen Bedenken der Quindecemviri Rechnung tragen würde. Doch Lentulus riskierte ein solches Unternehmen nicht.

## Wiedereinsetzung als König
Während Ptolemaios XII. weiter warten musste, konnte Pompeius seine Macht durch die Erneuerung des Triumvirats festigen und 55 v. Chr. wieder ein Konsulat antreten. So gerüstet ignorierte der Römer die Senatsbeschlüsse und sandte dem ägyptischen König einen eigenmächtigen Brief, der Aulus Gabinius, Prokonsul Syriens und Vertrauter des Pompeius, mit der Ägypten-Expedition beauftragte. Gabinius sollte also Ptolemaios XII. gewaltsam den Thron wiedergewinnen helfen. Als der König Anfang 55 v. Chr. dem syrischen Prokonsul das Schreiben von Pompeius vorlegte, versprach er als weiteren Anreiz für die Durchführung dieses Unternehmens die Zahlung von ungeheuren 10.000 Talenten. Angeblich konnte aber erst der 27-jährige, damals als Reiterführer eingesetzte Marcus Antonius die Bedenken des Gabinius vor einer solchen Kompetenzüberschreitung und gewagten Militäraktion zerstreuen. Überraschend schnell eroberte Antonius die ägyptische Grenzfestung Pelusion, da sich zumindest der jüdische Teil der Besatzung sofort ergab. Viele dort gefangene Ägypter sollten der Rache des Ptolemaios XII. zum Opfer fallen, doch verhinderte Antonius deren Tötung. Nach kurzen Gefechten, in denen der inzwischen zum Gemahl der Berenike IV. avancierte Archelaos gefallen war, konnte Ptolemaios XII. wieder den ägyptischen Thron besteigen. Seine erneute Herrschaft wird zum ersten Mal vermutlich in einem ägyptischen Dokument vom 22. April 55 v. Chr. bestätigt, und gut einen Monat früher kursierten laut Cicero in Italien schon Gerüchte von seiner erfolgreichen Rückkehr.

## Zweite Regierungsperiode
Ptolemaios XII. ließ Berenike IV., die die Regierung übernommen und sich drei Jahre der Rückführung ihres Vaters widersetzt hatte, sofort hinrichten, ebenso viele ihrer Anhänger, deren Geld er nicht zuletzt zur Bezahlung seiner Schulden einziehen ließ. Wegen Unruhen kehrte Gabinius rasch in seine Provinz zurück, doch blieben zur Sicherung der weiteren Herrschaft des Ptolemaios XII. römische Truppen, darunter viele Kelten und Germanen, als Söldner in Ägypten. Wahrscheinlich halfen sie dem König bei der Niederwerfung kleinerer lokaler Unruhen. Sie schlugen dort bald Wurzeln, verloren ihre Bindungen an Rom und heirateten Ägypterinnen. Diese nach ihrem ehemaligen Befehlshaber als Gabiniani bezeichneten Soldaten von beachtlicher Kampfkraft sollten später, nach dem Tod des Ptolemaios XII., für dessen Sohn Ptolemaios XIII. gegen Caesar und seine Geliebte, Kleopatra VII., kämpfen (48 v. Chr.).
Um seine neu etablierte Macht weiter zu festigen, dürfte Ptolemaios XII. viele einflussreiche Posten an ihm treu ergebene Personen vergeben haben. Er musste aber auch seinen mit Gabinius nach Alexandria gereisten Hauptgläubiger Gaius Rabirius Postumus, dem er große Summen schuldete, wohl auf Druck von Pompeius und Gabinius zum Finanzminister (Dioiketes) ernennen. Der römische Großkapitalist konnte damit direkte Kontrolle über alle Finanz- und Wirtschaftsgeschäfte Ägyptens ausüben, um die Bestechungsgelder für Gabinius und Pompeius sowie seine eigenen Schulden einzutreiben. So exportierte er Papyrus, Glaswaren sowie andere Güter auf eigene Rechnung und strich den dabei entstandenen Gewinn ein. Aus einem neuen Papyrusfund geht hervor, dass er auch viele alteingesessene Beamte durch ihm ergebene, aber ignorant ausbeuterische Leute ersetzte. Er presste soviel Geld wie möglich aus dem Land, dass es dem Staatsbankrott nahe war. Aus Verzweiflung vieler Leute über die wirtschaftliche Belastung setzte eine Landflucht (Anachoresis) ein. Rabirius’ rücksichtsloses Auftreten wurde schließlich nach etwa 1 ½ Jahren als so bedrückend empfunden, dass trotz der römischen Besatzungssoldaten ein Aufruhr gegen ihn zu entstehen drohte. Um ihn vor einer wütenden Menge zu schützen, ließ Ptolemaios XII. ihn und seine Helfershelfer ins Gefängnis stecken, aber bald entfliehen. Den Abgang des Rabirius, der sofort eilig das Nilland verließ, dürften König wie Bevölkerung erleichtert aufgenommen haben. In Rom wurde Ende 54 v. Chr. ein Prozess gegen Gabinius wegen Kompetenzüberschreitung und Erpressung angestrengt. In letzterem Punkt verurteilt, musste der ehemalige syrische Statthalter ins Exil gehen. Anschließend wurde Rabirius der Beihilfe und auf Herausgabe der an Gabinius gezahlten Gelder angeklagt, doch scheint der Finanzmann freigesprochen worden zu sein.
In starker Abhängigkeit von Rom konnte Ptolemaios XII. noch einige Jahre regieren. Von seiner damaligen „Außenpolitik“ ist nur bekannt, dass er dem Apollontempel zu Didyma 54 oder 53 v. Chr. für die Verkleidung von Türen 34 Elefantenzähne im Gewicht von 24 Talenten und 20 Minen schenkte, ein Wert, der mindestens 482 kg entspricht. Die gleiche Spende wiederholte Ptolemaios XIII. nach dem Tod seines Vaters, der sie vielleicht versprochen, aber aufgrund seines Ablebens nicht mehr hatte einhalten können. Vermutlich wollte Ptolemaios XII. mit dieser und wohl anderen unbekannten Gaben gute Beziehungen zu griechischen Städten etablieren.
Der König war philosophisch und musisch sehr interessiert und förderte offenbar das intellektuelle Leben Alexandrias. Dort entstanden mehrere insbesondere am Eklektizismus orientierte Philosophieschulen. Seinen kulturellen Interessen gemäß dürfte Ptolemaios XII. auch seinen Kindern eine entsprechende Erziehung haben angedeihen lassen.
Diese vier noch lebenden Kinder werden in einer Inschrift vom 31. Mai 52 v. Chr. mit dem Titel Theoi Neoi Philadelphoi („Neue Geschwisterliebende Götter“) bezeichnet. Der Titel Philadelphoi sollte wohl die Hoffnung des Königs auf eine einträchtige Zukunft seiner Kinder beschwören. Um einen nahtlosen Herrschaftsübergang zu gewährleisten, nahm der König wohl einige Monate vor seinem Tod seine älteste noch lebende Tochter, die etwa 17-jährige Kleopatra VII., als Mitregentin an, da seine Söhne zu diesem Zeitpunkt noch nicht alt genug für die Regierungsverantwortung waren. In den Krypten des Hathortempels von Dendera ist die junge Mitregentin hinter ihrem Vater abgebildet.
In seinem Testament legte Ptolemaios XII. fest, dass Kleopatra VII. und sein ältester Sohn Ptolemaios XIII. nach dynastischer Tradition eine Geschwisterehe eingehen und ihm gemeinsam auf den Thron folgen sollten. Um seinen Willen durchzusetzen, machte er unter Hinweis auf das ägyptisch-römische Bündnis das Volk von Rom zu seinem Testamentsvollstrecker. Diese Verfügung zeigt deutlich, wie sehr sich der alte König des Klientelstatus Ägyptens gegenüber Rom bewusst war. Dieses hatte er aber auch taktisch klug zur Schutzmacht für den Fortbestand des Ptolemäerhauses gemacht. Neben einem in Alexandria deponierten Exemplar seines letzten Willens sollte eine Kopie im Aerarium in der Tibermetropole aufgehoben werden, sie fand aber aus Sicherheitsgründen im Haus des Pompeius ihren Aufbewahrungsort.

## Tod
Ptolemaios XII. starb an den Folgen einer Krankheit. Meist wird der Zeitpunkt seines Todes aufgrund von Papyrusdatierungen etwa in den Februar oder März 51 v. Chr. gesetzt. Sein Ableben war in Rom laut einem Brief des Marcus Caelius Rufus noch Ende Juni 51 v. Chr. nur als Gerücht bekannt.